# Cyrille Bret
Pour les articles homonymes, voir Bret.
Cyrille Bret est un haut fonctionnaire français actif dans le débat public sur le terrorisme et les relations internationales.

## Biographie

### Formation
Ancien élève de l'École nationale d'administration (ENA) et de l'École normale supérieure (ENS), il est agrégé de philosophie, diplômé de l'Institut d'études politiques de Paris (IEP) et docteur de l'université Paris-Nanterre (2004). Il a été auditeur de la session nationale de l'Institut des hautes études de Défense nationale (IHEDN).

### Activités professionnelles
Cyrille Bret travaille dans le secteur de la défense, de la sécurité et de l'administration. Il enseigne à l'Institut d'études politiques de Paris après avoir enseigné à l'École Polytechnique, à l'École Nationale de la Magistrature et à l'université de la Sorbonne. Il publie régulièrement des tribunes dans la revue Commentaire, dans les journaux Le Monde Les Échos, La Croix, Libération, Diplomatie, et contribue au site The Conversation. Il participe aux think tanks Jacques Delors Notre Europe, Telos, Diploweb et intervient sur Arte, France Culture, France Info, RFI, , etc. Hors de France, il publie dans New Eastern Europe, L'Orient-Le Jour, le Devoir.
Il a créé et dirige le site « EurAsia Prospective » avec Florent Parmentier. Le site est consacré à la géopolitique de l'Europe, du Moyen-Orient et de la Méditerranée ainsi qu'aux stratégies d'influence (soft power) : médias, sports, religions.
Il contribue régulièrement aux travaux de l’institut Montaigne comme expert associé.

## Ouvrages
- Aristote. Éthique à Nicomaque : traité de l'amitié, Ellipses, 2001, réédition 2015[20]  (ISBN 9782729806934)
- Le désir, Eyrolles, 2011[21]  (ISBN 9782212549935)
- La justice, Eyrolles, 2012[22]  (ISBN 9782212552881)
- L'amitié : de Platon à Debray, Eyrolles, 2012[23]  (ISBN 9782212552898)
- Qu'est-ce que le terrorisme ?, Vrin, 2018[24]  (ISBN 9782711628315)
- 10 attentats qui ont changé le monde. Comprendre le terrorisme au XXIe siècle, Armand Colin, 2020 [25]  (ISBN 9782200627829)